# Galeana (Chihuahua)
Galeana è una municipalità dello stato di Chihuahua, nel Messico settentrionale, il cui capoluogo è la località di Hermenegildo Galeana.

## Geografia umana
Conta 5.892 abitanti (2010) e ha una estensione di 1.683,97 km².
Il nome della località è dedicato a Hermenegildo Galeana, eroe della guerra d'indipendenza del Messico.